# Gérald Darmanin
Gérald Moussa Darmanin (Valenciennes, 1982. október 11. –) francia politikus, Franciaország belügyminisztere és tengerentúli területekért felelős minisztere, az Ötödik Köztársaság legfiatalabb belügyminisztere. Emmanuel Macron köztársasági elnök potenciális utódjaként tartják számon.

## Korai évek, tanulmányok
Gérald Moussa Darmanin 1982. október 11-én született Valenciennes-ben.
Katolikus családba született, Gérard Darmanin, egy valenciennes-i bártulajdonos és Annie Ouakid, a Banque de France portása fia. Apai nagyapja, Rocco Darmanin, 1902-ben született a tunéziai Bezsaban, foglalkozását tekintve bányász volt, máltai katolikus családból származott. Anyai nagyapja, Moussa Ouakid, 1907-ben született Algériában, 1944-ben a Forces françaises de l'intérieur (FFI) ellenállási csoporthoz csatlakozott.
Darmanin, középiskolai tanulmányait a Lycée des Francs-Bourgeois-ban, egy neves katolikus magániskolában, folytatta.
2007-ben a lille-i Politikai Tanulmányok Intézetében szerezte meg diplomáját.

## Tourcoing polgármestere (2014 – 2017)
2004-ben csatlakozott az Union pour un mouvement populaire (UMP) párthoz, a jobboldal és a szélsőjobboldal határán lévő "szürke zónában" politizált.
A Rassemblement pour la République (RPR), az UMP, majd a Républicains (LR) tagja is volt.
Tourcoingban 2012-ben önkormányzati képviselővé, 2014-ben pedig polgármesterévé választották.

## Édouard Philippe kabinetjében (2017 – 2020)
2017. május 17-én, Emmanuel Macron, – akit néhány hónappal korábban Darmanin még populistának, "demagógnak", és az Ötödik Köztársaság "végzetes mérgének" nevezett –  köztársasági elnökké választása után, Édouard Philippe miniszterelnök kormányába közügyekért és államháztartásért felelős miniszterré (franciául: ministre de l'Action et des Comptes publics) nevezte ki.
Az Élysée-palota által diktált íratlan szabályok szerint egy miniszternek a kinevezését követően le kell mondania polgármesteri megbízatásáról. Darmanin 2017. augusztus 3-án bejelentette, hogy 2017. szeptember 1-jén lemond polgármesteri tisztségéről, amit meg is tett, miközben Tourcoing első alpolgármestere maradt.
2019 márciusában az ESSEC hallgatóinak gyűlése előtt bejelentette a kormány azon szándékát, hogy eltörli az éves adóbevallási kötelezettséget azok számára, akiknek az adózási helyzete egyik évről a másikra nem változik. Úgy vélte, hogy "ez leegyszerűsíti a polgárok életét és pénzt takarít meg, az intézkedést 2020-tól vagy 2021-től lehet végrehajtani". Bejelentette azt is, hogy a közszolgálati műsorszolgáltatási adó, vagyis a televíziós műsorszolgáltatási díj, eltörlését fontolgatja. Ezt a javaslatot azzal indokolta, hogy a digitalizáció előrehaladtával nehézségekbe ütközik ennek az adónemnek az objektív megállapítása és behajtása.
Később, Darmanin többször hangsúlyozta, hogy az adóeltörlésnek ő volt az értelmi szerzője, ő kezdeményezte azt Emmanuel Macronnál és Édouard Philippe-nél.
Darmanin kormánytagként újra indult a 2020-as önkormányzati választásokon Tourcoing polgármesteri címéért. Az általa vezetett lista a szavazatok 60,9 százalékával nyert az első fordulóban, majd a második fordulót követően is, 2020. május 23-án, megválasztották újra polgármesternek. A választások előtt tett ígéretét nem tartotta be, és felhagyott a Lionel Jospin által 1997-ben kialakított gyakorlattal, nem lépett ki a kormányból, annak ellenére, hogy elvben a polgármesteri mandátum megszerzése nem fért össze a miniszteri funkcióval. Emmanuel Macron és Édouard Philippe elnézték neki ezt , meg akarták tartani a kormányban.

## Az Ötödik Köztársaság legfiatalabb belügyminisztere (2020  –  2022)

### Kinevezés
Darmanint, 2020. július 6-án belügyminiszterévé nevezte ki az új miniszterelnök, Jean Castex. Ezt követően lemondott Hauts-de-France regionális tanácsának tagságáról, és bejelentette, hogy 2020. július 14-én távozik Tourcoing polgármesteri tisztségéből.
Július 7-én került sor elődje, Christophe Castaner hatáskörének átadására, miközben a Place Beauvau téren és a Madeleine-templom előtt feminista aktivisták és egyesületek, valamint emberi jogi aktivisták tüntetéseket szerveztek, hogy elítéljék a belügyminisztériumi kinevezését, mivel Gérald Darmanin ellen nemi erőszak vádja miatt vizsgálat indult.
Harminchét évesen Darmanin lett az Ötödik Köztársaság legfiatalabb belügyminisztere és tengerentúli területekért felelős minisztere (franciául: ministre de l'Intérieur et des Outre-mer, rövidítve: belügyminiszter).
Darmanin kabinetigazgatóját, Pierre de Bousquet de Floriant, a hírszerzés és a terrorizmus elleni küzdelem országos vezetőjét, Emmanuel Macron közvetlen fennhatósága alá rendelte, a Le Monde szerint az elnök "folytatni kívánta azt a gyakorlatot", hogy aki ebben a beosztásban dolgozik, az közvetlenül neki tartozzon felelősséggel.

### A rendőrséggel kapcsolatos politika

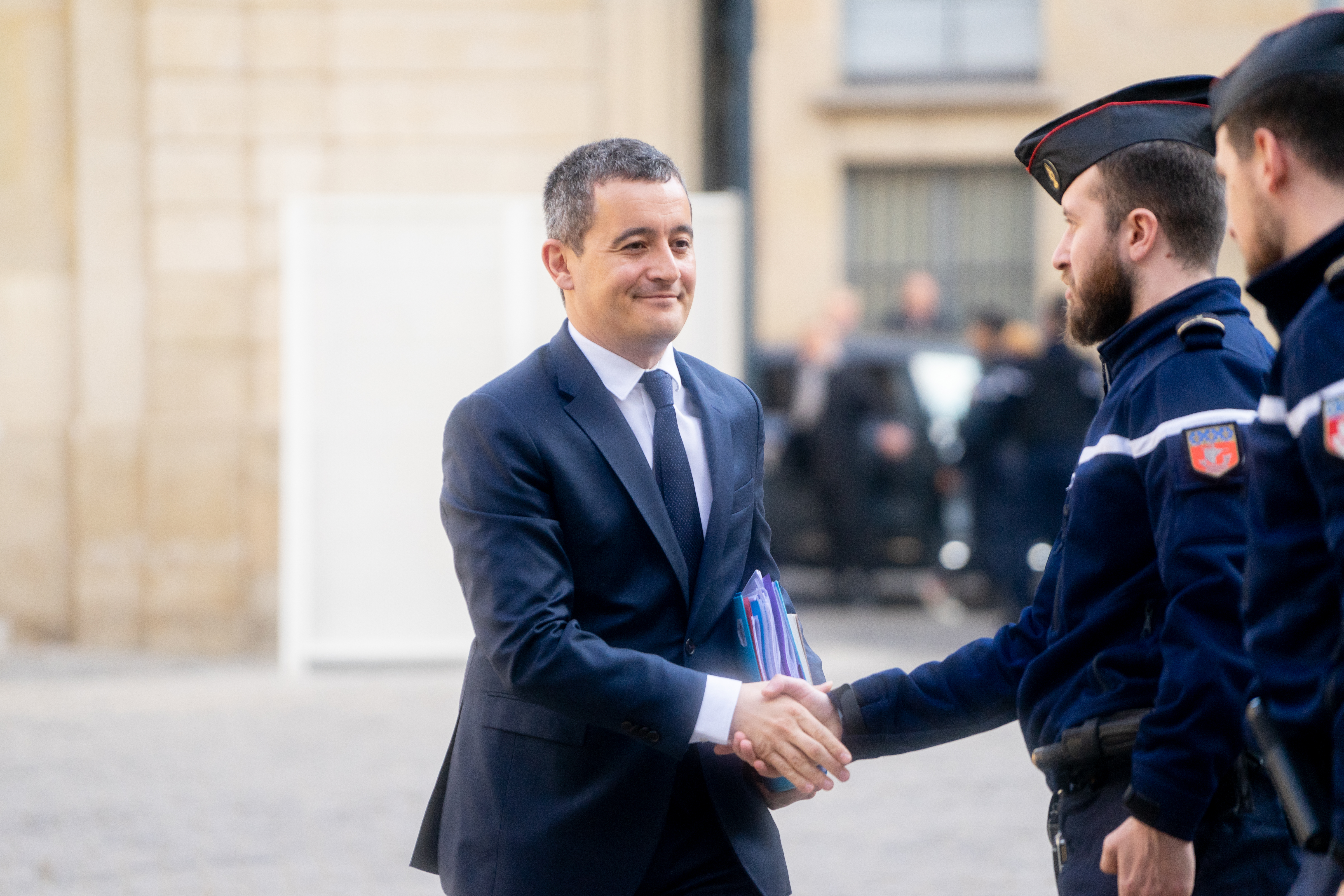
Gérald Darmanin, közügyekért és államháztartásért felelős miniszter, 2019. április 29-én.

Visszaállítja az írásbeli és számszerűen ellenőrizhető utasítások rendjét a rendőrkapitányságokon, különösen az egyszerű kábítószer-fogyasztásért kiszabott új, rögzített bírságok tekintetében. Ugyanakkor tagadta a számok politikájához való visszatérést, és ehelyett "eredményorientált politikára " hivatkozott.

### Ensauvagement
A Le Figarónak adott interjújában, nem sokkal hivatalba lépése után, Gérald Darmanin "a társadalom egy bizonyos részének ensauvagementjának megállítására" szólított fel, ezzel átvéve a szélsőjobboldal, nevezetesen a Laurent Obertone író által népszerűsített fogalmat.
A francia ensauvagement (magyarul barbarizmus, kulturálatlanság) kifejezéssel Le Penék általában a migrációban rejlő kockázatokat, a bűnözés elharapózását és a Franciaország társadalmában végbemenő kedvezőtlen folyamatokat illették. E fogalom használata sértő lehetett politikai pártokon–, így a La République en marche (LREM) párton belül is. Három nappal később a Nemzetgyűlés jogi bizottsága előtt tartott meghallgatáson Darmanin megvédte álláspontját, fenntartotta és megerősítette a kifejezés szabad használatának jogát, elutasítva azokat, akik egyfelől "elítélik ezt a szót", másfelől pedig azokat, akik "népszerűsítik" azt, azzal, hogy "a bizonytalanság és a bevándorlás között összefüggést keresnek". Azt is kijelentette: «A sajtóban olvastam, hogy az általam használt szót a "vadakkal", tehát a bevándorlással, tehát az etnicizálással hozták összefüggésbe. Én olyan messze vagyok ezektől az értelmezésektől, mint ég a földtől!»
A médiában vitát váltott ki Éric Dupond-Moretti igazságügyi miniszterrel való nyílt nézeteltérése, ami Jean Castex miniszterelnököt arra késztette, hogy a köztük lévő vita "lezárását" kérje, majd Emmanuel Macron is kérte minisztereit, hogy "ne gerjesszenek vitákat!".

### Samuel Paty-gyilkosság
2020. október 18-án, a Samuel Paty-gyilkosság másnapján Gérald Darmanin összehívta a prefektusokat, és utasította őket, hogy tartóztassák le és utasítsák ki az országból azt a mintegy 231 illegális 

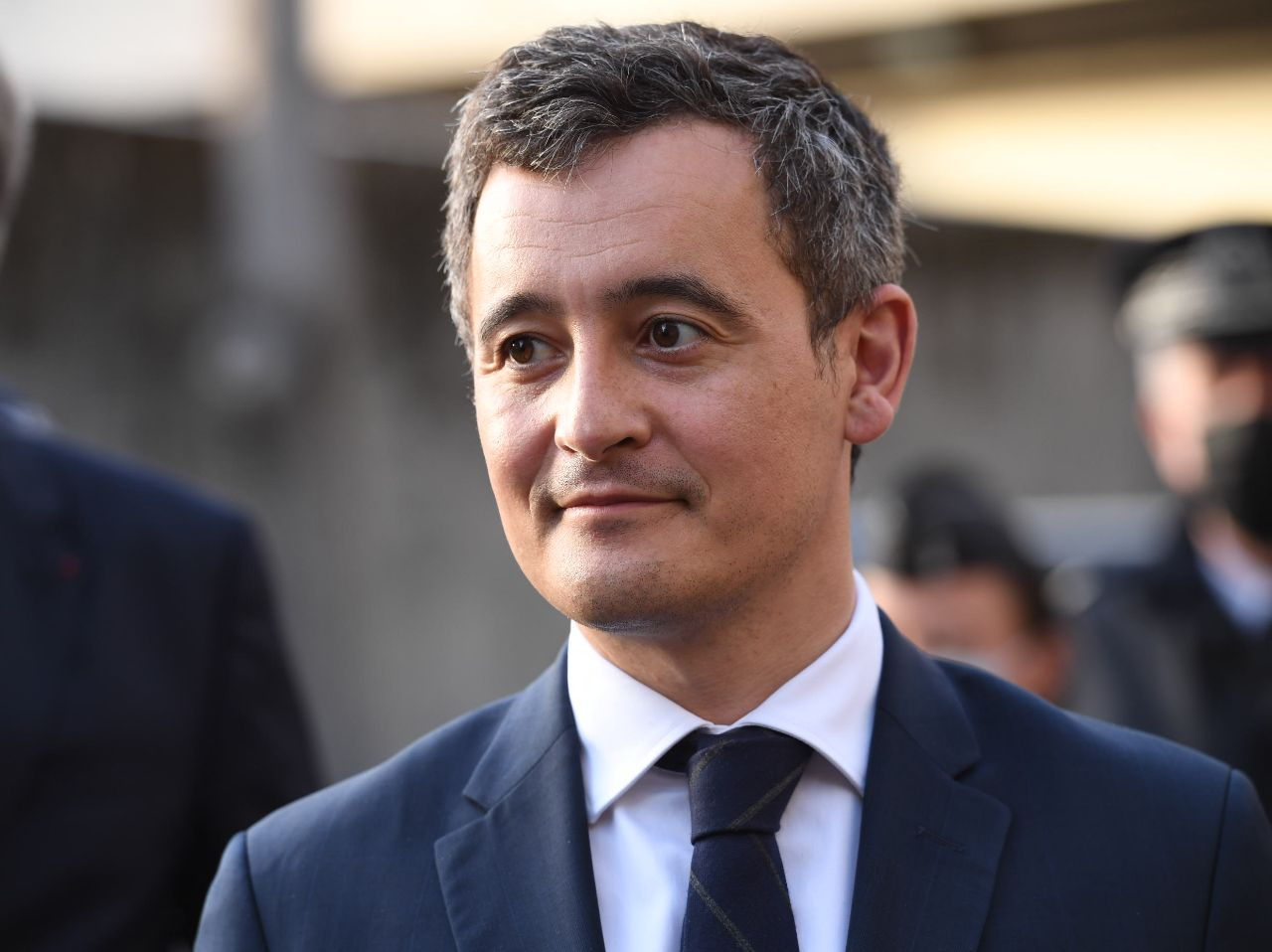
Gérald Darmanin, belügyminiszter (2021)

bevándorlót, akik a terrorista jellegű radikalizálódás megelőzésére kiadott figyelmeztető jelzések (FSPRT) aktájában szerepelnek.
2020. október 19-én a miniszter elrendelte a pantini nagymecset bezárását, mivel annak rektora, M'hammed Henniche nyilvánosan beismerte, hogy egy Samuel Paty-t gyanúba keverő videót közvetített, pontosan egy héttel az Éragnyban elkövetett merénylet előtt. 2021. április 9-én, néhány nappal a ramadán kezdete előtt, felügyelet mellett újra megnyitotta kapuit a pantini nagymecset.

### Törvényjavaslat a szeparatizmus ellen
Gérald Darmanin Marlène Schiappával együtt benyújtotta a köztársaság elveinek tiszteletben tartását erősítő törvényjavaslatot (a "szeparatizmus elleni törvényjavaslat" néven ismert). A törvényjavaslat első olvasatban, 2021. február 16-án 347 igen, 151 nem szavazattal és 65 tartózkodással ment át az országgyűlésen. 2021. július 23-án, a Bourbon-palota és a szenátus közötti hónapokig tartó huzavona után a szöveg végleges változatát a képviselők szavazását követően (49 igen, 19 nem szavazat és 5 tartózkodás mellett) véglegesen elfogadta a parlament.

### Antiszemita vádak
2021 márciusában Gérald Darmanin februárban megjelent Le séparatisme islamiste – Manifeste pour laïcité című esszéjének néhány passzusa nyilvánosságra került Sarah Benichou újságíró Twitterről vett idézetei révén. Ezekben a Benichou által kiválogatott esszérészletekben Gérald Darmanin leírja I. Napóleon politikáját a franciaországi zsidókkal szemben, és Benichou szerint, úgy tűnik, hogy átveszi az akkori kor antiszemita sztereotípiáit, nevezetesen azt állítva, hogy a zsidók közül "néhányan uzsorát szedtek, és bajt és szenvedést okoztak".
Darmanin idézi Napóleon egyik levelét is, amelyet belügyminiszterének, Jean-Baptiste Nompère de Champagny-nak írt: "Célunk, hogy a zsidók hitét összeegyeztessük a franciák kötelességtudatával, és hasznos polgárokká tegyük őket, mivel elhatároztuk, hogy orvosoljuk azt a rosszat, amelybe sokan közülük belefeledkeznek, és amely alattvalóink kárára van".
Benichou szerint úgy tűnik, Gérald Darmanin nem ítéli el a zsidóknak ezt a láttatását, mint Franciaország számára "rosszat". Jobban, üdvözli ezt a levelet, mint "az integrációért folytatott, idő előtti harcot". Darmanin esszéjét az "iszlamista szeparatizmusnak" szenteli; egyesek úgy értelmezik, hogy a franciaországi zsidókról alkotott napóleoni vízióra támaszkodik, hogy a franciaországi muszlimokkal szembeni politikáját irányítsa: "Gérald Darmanin nem tart távolságot attól a "gonoszságtól", amelyet I. Napóleon a zsidóknak tulajdonít, és Napóleon politikáját "a korát megelőző integrációs küzdelemnek" minősíti. Megdöbbentő analógia az "iszlamista szeparatizmus" ellen harcoló úgynevezett törvényének igazolására" – kommentálta Naïm Sakhi a L'Humanité-ban.
Sarah Benichou megsértődött: "Így megtudjuk, hogy a napóleoni állam antiszemitizmusának ezt a nagy pillanatát használja iránytűként belügyminiszterünk, aki legutóbbi könyvében azt állítja, hogy "több ezer zsidó" jelenléte Franciaországban "megoldandó nehézség". Edwy Plenel fent említett részletének említése a C ce soir című műsorban március 22-én hangos visszhangot adott a polémiának, különösen a közösségi médiában. "Kedd este a "Napóleon", "Plenel", "zsidók" és "Darmanin" kifejezések a Twitteren a legtöbbet kommentált témák között voltak a polémia miatt" – jegyezte meg a The Times of Israel.

### Imámok kiutasítása
Darmanin, 2021. július 23-án, Twitter-fiókján bejelentette, hogy elérte két imám (Mohamed el Mehdi Bouzid a gennevilliers-i Ennour mecsetből és Mmadi Ahamada a Saint-Chamond-i Attakwa mecsetből) elbocsátását, akiket azzal vádolt, hogy "egyszerűen elfogadhatatlan" és "a nemek közötti egyenlőséget támadó" megjegyzéseket tettek a 2021. június 4-én, illetve július 20-án (az Eid-el-Kebir első napján) tartott prédikációjukban. Ezeket az elbocsátásokat "a szeparatizmus elleni küzdelem keretében" hajtották végre, és vitát váltottak ki, mivel a két mecset híveiben és a franciaországi muszlimok egy részében értetlenséget, sőt elégedetlenséget váltottak ki a történtek.
2022. július 28-án, az északi prefektúra feljelentését követően, a Twitteren jelentette be az 1964-ben Franciaországban született Hassan Iquioussen imám közelgő kiutasítását, "a francia értékek elleni gyűlöletkeltő beszédre hivatkozva, amely ellentétes a szekularizmus és a nők és férfiak közötti egyenlőség elveinkkel".

### A Nawa kiadó felszámolása
2021. szeptember 17-én Twitter-fiókján bejelentette, hogy felszámolási eljárást indított a Nawa kiadó ellen azzal az indokkal, hogy az "a dzsihádot legitimáló"
és "a nyugati értékekkel szöges ellentétben álló" műveket terjeszt.
Egy nappal korábban lefoglalták a kiadó vagyonát, majd az egyesület és vezetőinek vagyonát miniszteri határozattal befagyasztották.
2021. szeptember 29-én Gérald Darmanin a Minisztertanácsban hivatalosan is felszámolta a kiadót.

## Élisabeth Borne kormányában (2022–)
Jean Castex 2022 májusi lemondását követően, 30 év után, újra női miniszterelnöke lett Franciaországnak. Macron Élisabeth Borne munkaügyi minisztert, Darmanin addigi minisztertársát, nevezte ki kormányfővé 2022. május 20-tól.
Darmanin pozíciója az új kormányban mit sem változott, a belügyminiszteri és tengerentúli területekért felelős miniszteri megbizatása megmaradt.
Röviddel az új kormány beiktatását követően, a Párizsban, a Stade de France-ban,  rendezett, 2022-es UEFA-bajnokok ligája-döntő óriási botrányba fulladt, sokan Darmanin fejét követelték, az új miniszterelnök, Borne, is meneszteni akarta.
Emanuell Macron azonban teljes mellszélességgel kiállt belügyminisztere mellett, olyannyira, hogy hatáskörében korábban szinte példátlan módon megerősödve élte túl a válságot.

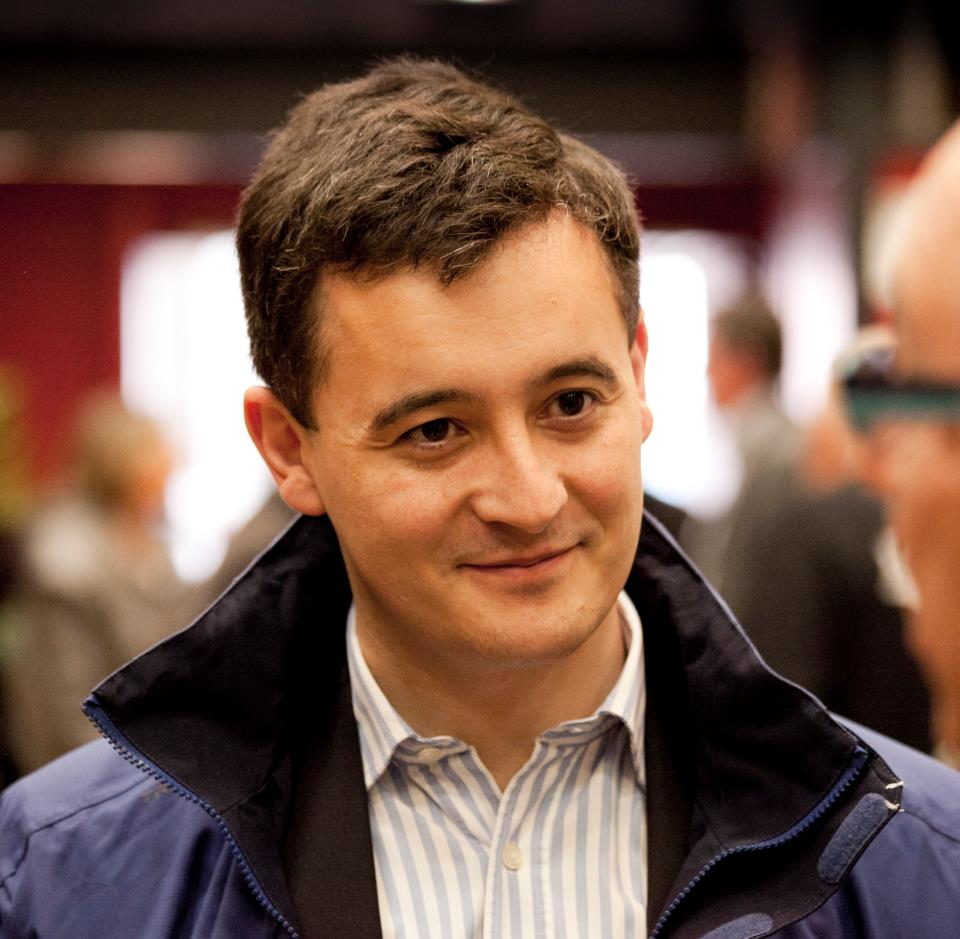
Gérald Darmanin, az északi, 10.számú választókerület országgyűlési képviselője (2013)

## Magánélet
Darmanin, 2020. augusztus 29-én újranősült, felesége Rose-Marie Devillers, a Havas, tekintélyes francia kommunikációs csoport tanácsadói igazgató pozícióját tölti be. Michel Bettan, a Havas Paris ügyvezető alelnöke mutatta be őket egymásnak.
Egy gyermekük, Maximilien fiuk 2021-ben született.

## Díjak
- Médaille d'or de la jeunesse et des sports (2012)[69]

## Egyéb tevékenységek
- Az Institut d'études politiques de Lille igazgatósági tagja[70]
- A DSEM Ville Renouvelée elnöke[71]
- A SMIRT elnöke[72]

## Publikációk
- Chroniques de l'ancien monde : Quand la droite s’est perdue, éditions de l'Observatoire, 2017. Récit sur la déroute de la droite à l'élection présidentielle de 2017.[73]
- Le Séparatisme islamiste. Manifeste pour la laïcité, éditions de l'Observatoire, 2021. Ouvrage où il explique les raisons et défend son projet de loi pour les valeurs républicaines.[74]

## Bibliográfia
- Ludovic Vigogne, , Paris, Fayard, 3 avril 2019, 192 p. (ISBN 978-2-213-71253-6, OCLC 1100437068)
- Anita Hausser et Jean-François Gintzburger, , Paris, l'Archipel, 10 novembre 2021, 192 p. (ISBN 978-2-8098-4096-4, OCLC 1290677587)
- Laurent Valdiguié et François Vignolle, , Paris, Robert Laffont, 31 mars 2022, 305 p. (ISBN 978-2-221-25980-1, OCLC 1337026435)

## Fordítás
Ez a szócikk részben vagy egészben  a   Gérald Darmanin című francia Wikipédia-szócikk ezen változatának fordításán alapul.  Az eredeti cikk szerkesztőit annak laptörténete sorolja fel. Ez a jelzés csupán a megfogalmazás eredetét és a szerzői jogokat jelzi, nem szolgál a cikkben szereplő információk forrásmegjelöléseként.